# جون ماكلولين (سياسي)
جون ماكلولين هو سياسي كندي، ولد في 8 يناير 1849 في ساوث ستورمونت في كندا، وتوفي في 4 يونيو 1911 في كندا. حزبياً، نشط في حزب أونتاريو المحافظ التقدمي. وقد انتخب عضو برلمان مقاطعة أونتاريو.